# Gira Rompiente
La Gira Rompiente es una gira de la banda argentina Cirse la cual arrancó el 23 de agosto de 2013. Dando fechas en toda la Argentina.

## Gira Rompiente
| Fecha                    |                      | Ciudad             | País      | Teatro                    |
| ------------------------ | -------------------- | ------------------ | --------- | ------------------------- |
| 2013                     |                      |                    |           |                           |
| 23 de agosto de 2013     | Bandera de Argentina | Buenos Aires       | Argentina | Teatro Vorterix           |
| 6 de septiembre de 2013  | Bandera de Argentina | Buenos Aires       | Argentina | Sonora Music Club         |
| 12 de septiembre de 2013 | Bandera de Argentina | Río Cuarto         | Argentina | Elvis Rock and Bar        |
| 14 de septiembre de 2013 | Bandera de Argentina | Rosario            | Argentina | Willie Dixon              |
| 22 de septiembre de 2013 | Bandera de Argentina | Ramos Mejia        | Argentina | Cerveza Club              |
| 28 de septiembre de 2013 | Bandera de Argentina | Quilmes            | Argentina | Club Tucumán              |
| 18 de octubre de 2013    | Bandera de Argentina | General San Martín | Argentina | Chankanab                 |
| 19 de octubre de 2013    | Bandera de Argentina | La Plata           | Argentina | Shapo Disco               |
| 2 de noviembre de 2013   | Bandera de Argentina | Lanús              | Argentina | Lithium                   |
| 23 de noviembre de 2013  | Bandera de Argentina | San Pedro          | Argentina | Nexo                      |
| 24 de noviembre de 2013  | Bandera de Argentina | San Justo          | Argentina | Circus                    |
| 30 de noviembre de 2013  | Bandera de Argentina | Belén de Escobar   | Argentina | 13/70                     |
| 7 de diciembre de 2013   | Bandera de Argentina | Buenos Aires       | Argentina | Roxy Bar                  |
| 14 de diciembre de 2013  | Bandera de Argentina | Vicente López      | Argentina | Summer Break Fest         |
| 2014                     |                      |                    |           |                           |
| 1 de marzo de 2014       | Bandera de Argentina | Córdoba            | Argentina | Cosquín Rock              |
| 29 de marzo de 2014      | Bandera de Argentina | La Plata           | Argentina | Estadio Único de La Plata |
| 30 de marzo de 2014      | Bandera de Argentina | La Plata           | Argentina | Estadio Único de La Plata |
| 12 de abril de 2014      | Bandera de Argentina | Buenos Aires       | Argentina | La Trastienda             |
| 26 de abril de 2014      | Bandera de Argentina | Ramos Mejia        | Argentina | Santana Bar               |
| 10 de mayo de 2014       | Bandera de Argentina | Martínez           | Argentina | City Bar                  |
| 23 de mayo de 2014       | Bandera de Argentina | Rosario            | Argentina | Pugliese                  |
| 24 de mayo de 2014       | Bandera de Argentina | Santa Fe           | Argentina | Tribus Bar & Arte         |
| 1 de junio de 2014       | Bandera de Argentina | Temperley          | Argentina | Auditorio Sur             |
| 5 de junio de 2014       | Bandera de Argentina | Buenos Aires       | Argentina | Roxy Bar                  |
| 13 de junio de 2014      | Bandera de Argentina | Jose C. Paz        | Argentina | EQ                        |
| 28 de junio de 2014      | Bandera de Argentina | Ituzaingo          | Argentina | Bendito Bar               |
| 5 de julio de 2014       | Bandera de Argentina | La Plata           | Argentina | Shapo Disco               |
| 11 de julio de 2014      | Bandera de Argentina | Wilde              | Argentina | Zadar Club                |
| 25 de julio de 2014      | Bandera de Argentina | Buenos Aires       | Argentina | Roxy Bar                  |
| 27 de julio de 2014      | Bandera de Argentina | Buenos Aires       | Argentina | Roxy Bar                  |
| 8 de agosto de 2014      | Bandera de Argentina | Buenos Aires       | Argentina | Refugio Guernica          |
| 9 de agosto de 2014      | Bandera de Argentina | Rio Cuarto         | Argentina | Elvis Rock and Bar        |
| 16 de agosto de 2014     | Bandera de Argentina | Del Viso           | Argentina | Ruta 26 Rock              |
| 17 de agosto de 2014     | Bandera de Argentina | Hurlingham         | Argentina | El Galpón                 |
| 30 de agosto de 2014     | Bandera de Argentina | Quilmes            | Argentina | Club Tucumán              |
| 5 de septiembre de 2014  | Bandera de Argentina | Ramos Mejia        | Argentina | Santana Bar               |
| 6 de septiembre de 2014  | Bandera de Argentina | Ramos Mejia        | Argentina | Santana Bar               |
| 13 de septiembre de 2014 | Bandera de Argentina | Mar del Plata      | Argentina | Abbey Road                |
| 20 de septiembre de 2014 | Bandera de Argentina | Palermo            | Argentina | Niceto Club               |
| 26 de septiembre de 2014 | Bandera de Argentina | Campana            | Argentina | La Estación               |
| 27 de septiembre de 2014 | Bandera de Argentina | Entre Rios         | Argentina | Louis Antro               |
| 4 de octubre de 2014     | Bandera de Argentina | San Miguel         | Argentina | XLR Club                  |
| 18 de octubre de 2014    | Bandera de Argentina | Lithium            | Argentina | Lanús                     |
| 24 de octubre de 2014    | Bandera de Argentina | Rosario            | Argentina | Pugliese                  |
| 25 de octubre de 2014    | Bandera de Argentina | Martínez           | Argentina | City Bar                  |
| 1 de noviembre de 2014   | Bandera de Argentina | Adrogué            | Argentina | White Vinyl Bar           |
| 7 de noviembre de 2014   | Bandera de Argentina | San Justo          | Argentina | Circus                    |
| 28 de noviembre de 2014  | Bandera de Argentina | Groove             | Argentina | Palermo                   |
| 6 de diciembre de 2014   | Bandera de Argentina | Mar del Plata      | Argentina | Liverpool Bar             |
| 7 de diciembre de 2014   | Bandera de Argentina | Tandil             | Argentina | Bunker Multiespacio       |